# Dorfkirche Tremmen

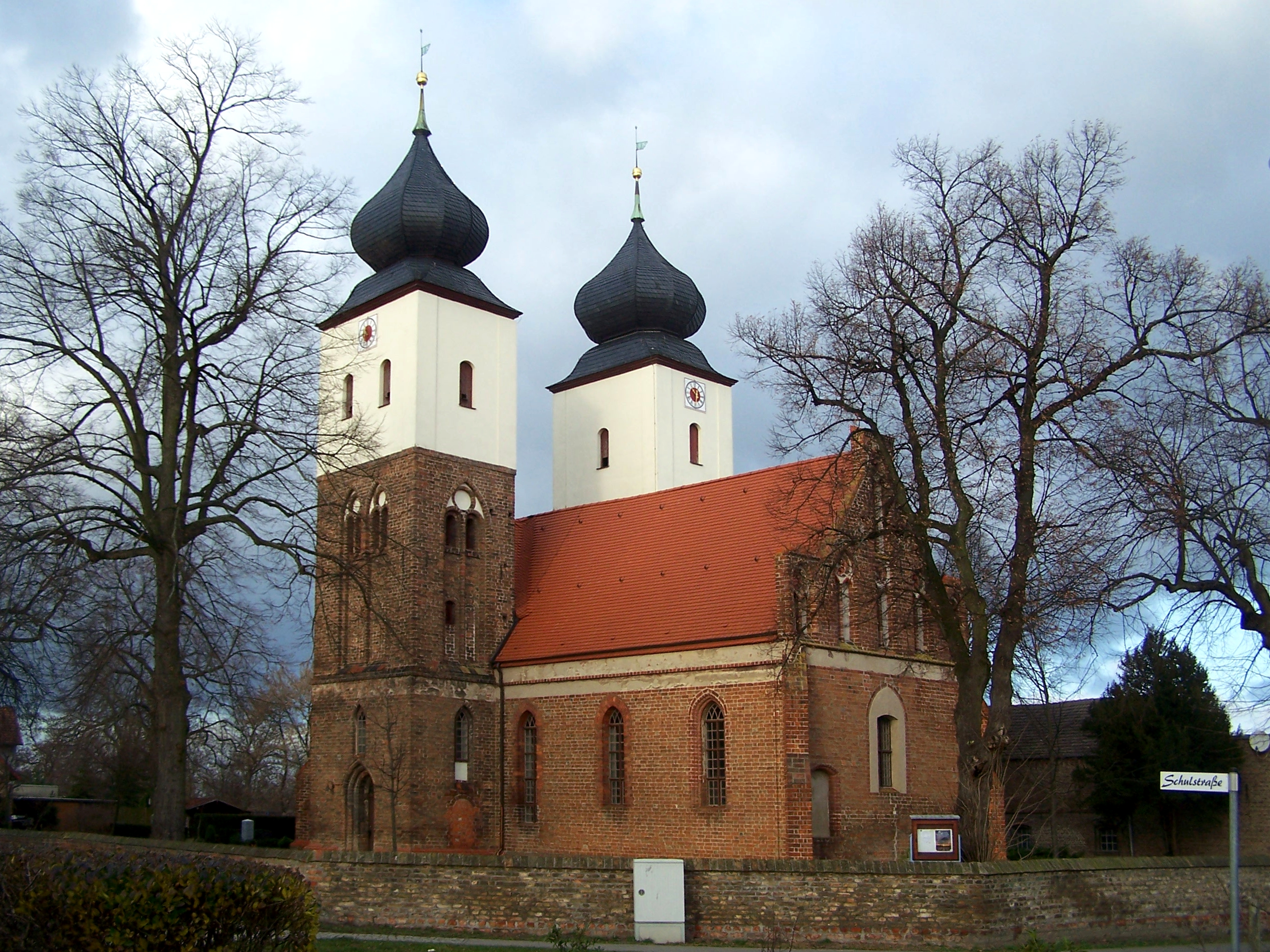
Dorfkirche Tremmen

Die evangelische Dorfkirche Tremmen ist eine spätgotische Backsteinkirche im Ortsteil Tremmen von Ketzin/Havel im Landkreis Havelland in Brandenburg. Sie gehört zur Kirchengemeinde Karwesee im Kirchenkreis Nauen-Rathenow der Evangelischen Kirche Berlin-Brandenburg-schlesische Oberlausitz und ist eine offene Kirche.

## Geschichte und Architektur

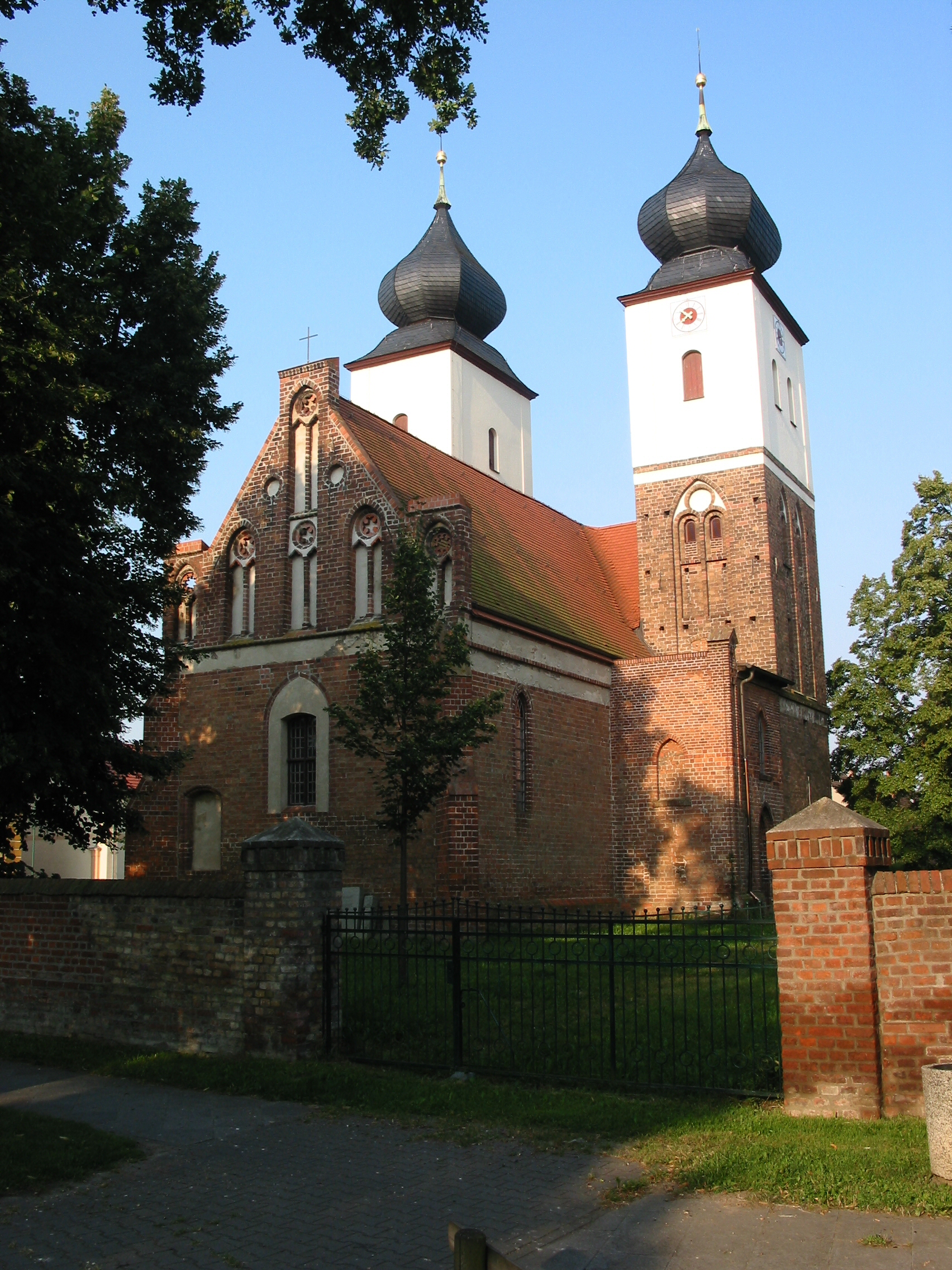
Nordostansicht

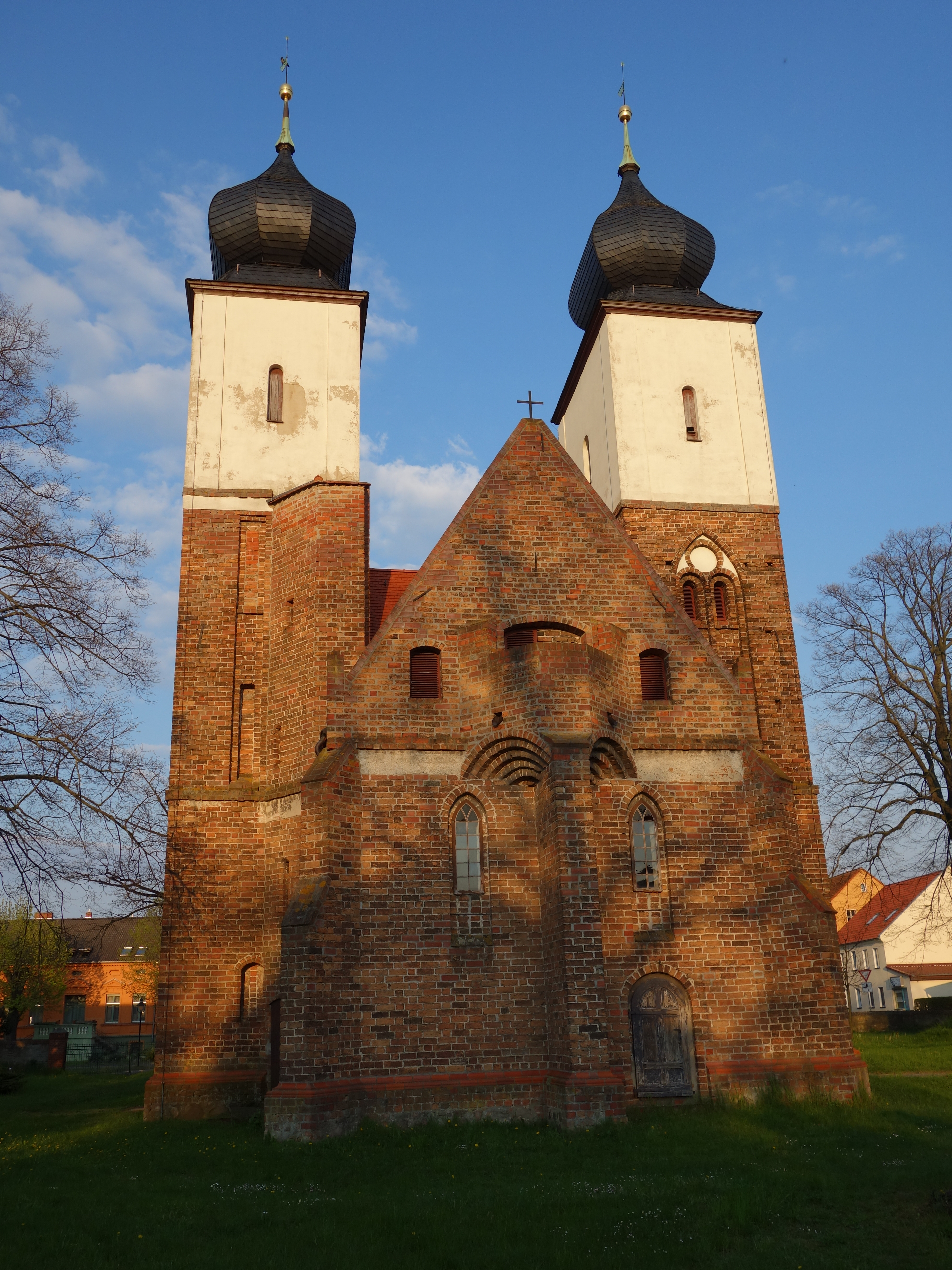
Westfassade mit Reliquienbühne

Die Dorfkirche Tremmen wurde im 15. Jahrhundert als einschiffiger, rechteckiger Backsteinbau von fünf Jochen errichtet. Sie ist mit zwei Türmen versehen, die über querschiffartigen Erweiterungen des zweiten Jochs von Westen erbaut wurden. Besonderes Kennzeichen der Kirche ist die an der Westfassade angebaute große Außenkanzel oder Reliquienbühne. 
Die Kirche gehörte ursprünglich dem Domstift Brandenburg an. Die für eine Dorfkirche ungewöhnliche Größe und die Reliquienbühne könnten auf eine Nutzung als Wallfahrtskirche und Versammlungsstätte des Domkapitels hinweisen. Urkundliche Belege hierfür liegen jedoch nicht vor.
Das Bauwerk wurde in mehreren Bauabschnitten errichtet. Aus dem ersten Bauabschnitt zu Beginn des 15. Jahrhunderts stammen noch die beiden westlichen Joche mit den längsrechteckigen Kreuzarmen am zweiten Joch (Dach dendrochronologisch auf 1416/17 (d) datiert) und dem nördlichen Ansatz zum Weiterbau mit einem Rest eines Nordportals, der in der Sakristei erhalten geblieben ist. Nach der Mitte des 15. Jahrhunderts folgten dann die drei östlichen Joche (Dach 1462/62 (d) datiert) und die Türme, die mit veränderten Formen bis zur Firsthöhe des Daches über den Kreuzarmen erbaut wurden. Etwa gleichzeitig wurde der Westgiebel mit der Reliquienbühne errichtet. Danach wurde das gesamte Bauwerk eingewölbt und mit dem östlichen Giebel versehen. Erst im späten 15. Jahrhundert folgte die Sakristei im östlichen Winkel zwischen Nordturm und Schiff.
Die Westansicht ist durch die in Traufhöhe dreiseitig vorspringende Reliquienbühne gekennzeichnet, die durch einen mittleren Strebepfeiler mit profilierten Stichbögen gestützt wird. Eine Spindeltreppe im nordwestlichen Pfeiler des zweiten Jochs erschließt die Türme und die Reliquienbühne, die über eine breite stichbogige Öffnung im Westgiebel zugänglich ist.
Die beiden Türme sind mit Portalen im Norden und Süden ausgestattet, zusätzlich war der südliche Turm über ein heute vermauertes Portal auf der Ostseite zugänglich. Ein rundbogiges zur Südseite gerücktes Portal ist in der Westfassade eingefügt. Das mittlere Turmgeschoss ist durch hohe Spitzbogenblenden mit gekuppelten Schallöffnungen und Kreisblende hervorgehoben. Die oberen Turmgeschosse mit den Zwiebelkuppeln stammen von 1724 und wurden 1800/02 und 1932 erneuert. Zu Beginn des 19. Jahrhunderts wurde wohl auch das Maßwerk der Schiffsfenster entfernt und die Ostwand durch Strebepfeiler abgestützt. Das Äußere wird durch einen umlaufenden Putzstreifen belebt, der einst mit Maßwerkmustern bemalt war. Der Ostgiebel zeigt reichen Blendenschmuck; die Ecken und die Spitze des Giebels sind zinnenartig erhöht.
Das Innere wird durch schlanke Spitzbogenfenster erhellt, die nur im östlichen Joch mit Rundstäben profiliert, sonst aber glatt eingeschnitten sind. Es ist durch Kreuzgewölbe abgeschlossen, deren westliches wegen des zusätzlichen Strebepfeilers fünfteilig ist. Der nördliche Kreuzarm ist niedriger eingewölbt und besaß ursprünglich eine Vorhalle. Die Wände sind durch Nischen erleichtert. Im westlichen Teil sind zumeist Eckdienste angeordnet. Die Rippen zeigen Birnstabprofile, die Gewölbe werden durch kleine Schlusssteine abgeschlossen. Restaurierungen fanden 1969–1971 und 1990–1993 statt.
Reste von Wandmalereien aus dem 14. Jahrhundert sind an der Südwand des Westjoches und in der Laibung des südlichen Vierungsbogens erhalten. Sie stammen im Westen vermutlich vom Beginn des 15. Jahrhunderts und am Vierungsbogen aus der zweiten Hälfte des 15. Jahrhunderts.

## Ausstattung
Ein wohlgestalteter Kanzelaltar wurde 1715 geschaffen und 1972 restauriert. Er zeigt am geschweiften Kanzelkorb gedrehte Säulen und Akanthuswangen sowie über dem Schalldeckel einen gesprengten Giebel mit dem triumphierenden Christus, flankiert von Posaunenengeln und Putten mit Leidenswerkzeugen.
Ein spätromanischer Taufstein aus Sandstein ist mit Palmettenfries am oberen Rand geschmückt. Er stand vermutlich bereits in einer Vorgängerkirche.
Ein Kronleuchter aus Bronze von 1622 wurde durch schwedische Soldaten beschädigt und 1676 wiederhergestellt.
Im östlichen Vierungspfeiler findet sich eine Sakramentsnische, deren Tür mit spätgotischen Beschlägen versehen ist, und daneben eine spätgotische vergitterte Nische, die einst offenbar ein Gnadenbild beherbergte. 
Neben dem Westportal ist außen ein Grabstein für Ernst Friedrich Wetzel († 1789) aufgestellt.